# 結び目補空間
数学の結び目理論において、順な結び目 (tame knot) K の結び目補空間 (knot complement) は結び目の周囲の3次元空間である。正確には、K が3次元多様体 M（3次元球面とすることが最も多い）における結び目であるとする。N を K の管状近傍とする。したがって N はトーラス体である。すると結び目補空間は、N の補空間である：
{\displaystyle X_{K}=M-{\mbox{interior}}(N).}
結び目補空間 XK はコンパクトな3次元多様体である。XK の境界と近傍 N の境界は2次元トーラスに同相である。周囲の多様体 M は3次元球面であることもあるが、M が何かを決めるには文脈が必要である。絡み目補空間 (link complement) も同様に定義する。
結び目群のような多くの結び目不変量は実は結び目補空間の不変量である。周囲の空間が3次元球面の場合は（補空間を考えることで結び目の）情報は全く失われない：Gordon–Lueckeの定理により、結び目はその補空間によって決定されるのである。つまり、K と K′ が同相な補空間を持つ2つの結び目のとき、一方の結び目を他方へと写す3次元球面の同相写像が存在する。

## 関連文献
- C. Gordon and J. Luecke, "Knots are determined by their Complements", J. Amer. Math. Soc., 2 (1989), 371–415.